# Conflict
Conflict – brytyjski zespół anarchopunkowy powstały w 1981 roku. Oryginalny skład zespołu: Colin Jerwood (śpiew), Paco (perkusja), Big John (gitara basowa), Steve (gitara), Pauline (śpiew) oraz Paul "Nihilistic Nobody".
Pierwsze wydawnictwo zespołu to EP-ka The House That Man Built wydana w wytwórni Crass Records. Album debiutowy – It's Time to See Who's Who w tej samej wytwórni. Wkrótce po wydaniu tych płyt zespół opuścili Pauline i Paul. Później grupa założyła własną wytwórnię – Mortarhate – która produkuje wydawnictwa także innych zespołów.
W 1983 r. Steve Ignorant, członek zespołu Crass, wystąpił gościnnie na singlu To A Nation of Animal Lovers poświęconemu przez zespół prawom zwierząt. Po rozpadzie Crassu, Ignorant zostaje drugim wokalistą Conflictu.
Przesłanie grupy prezentowało takie idee jak anarchizm, prawa zwierząt czy sprzeciw wobec wojny, antymilitaryzm. Conflict wspomagał też organizację Class War. Wiele ich koncertów poprzedzanych lub kończonych było zamieszkami i rozruchami.
Conflict zasadniczo zakończył działalność w 1987 roku po zamieszkach na koncercie w Brixton, jednak co jakiś czas powraca nagrywając nowe utwory i grając koncerty.
Logo zespołu zaprojektowane zostało przez zaprzyjaźnionego z zespołem artysty o pseudonimie 'Nihilistic Nobody'. Charakterystyczne N w środku de facto nawiązywało do inicjałów Kampanii na rzecz Nuklearnego Rozbrojenia (Campaign for Nuclear Disarmament – CND) z którą grupa współpracowała. Logo szerzej znane jest jednak jako interpretacja dwóch liter A (anarchia i autonomia) oraz N w środku (nihilizm, jednak nie w znaczeniu ignorancji, ale odrzucenia narzuconych wartości).

## Dyskografia

### Albumy studyjne
- It's Time to See Who's Who (marzec 1983)
- Increase the Pressure (czerwiec 1984)
- The Ungovernable Force (sierpień 1986)
- The Final Conflict (grudzień 1988)
- Against All Odds (1989)
- Conclusion (grudzień 1993)
- It's Time to See Who's Who Now (maj 1994)
- There's No Power Without Control (lipiec 2003)

### Single
- The House That Man Built (EP, czerwiec 1982)
- To a Nation of Animal Lovers (EP, październik 1983)
- The Serenade is Dead (EP, styczeń 1984)
- This is Not Enough, Stand Up and Fucking Fight (marzec 1985)
- The Battle Continues (październik 1985)
- B.B.C.1
- These Colours Don't Run (październik 1993)
- Now You've Put Your Foot In It (2001)
- Carlo Giuliani (kwiecień 2003))

### Kompilacje
- Employing All Means Necessary (1985)
- Standard Issue 82-87 (luty 1989)
- Standard Issue II 88-94 (1996)
- Deploying All Means Necessary (luty 1997)
- There Must Be Another Way (styczeń 2001)

### Koncerty
- Live at Centro Iberico (EP, październik 1982)
- Only Stupid Bastards Help EMI (1986)
- Turning Rebellion Into Money (1987)
- In The Venue (kwiecień 2000)

### Inne
- Rebellion Sucks! (Antologia i DVD z koncertu w Londynie, 2004)